# ᵴ
ᵴ, appelé s tilde médian, est une lettre latine utilisée dans l'alphabet phonétique international.

## Utilisation
La lettre ᵴ est utilisée dans l'API pour représenter une consonne fricative alvéolaire sourde pharyngée.

## Représentations informatiques
Le s tilde médian peut être représenté avec le caractère Unicode suivant (Extensions phonétiques) :
| formes    | représentations | chaînes de caractères | points de code | descriptions                           |
| --------- | --------------- | --------------------- | -------------- | -------------------------------------- |
| minuscule | ᵴ               | ᵴ                     | U+1D74         | lettre minuscule latine s tilde médian |

Avant le codage de U+1D74 dans Unicode, le s tilde médian pouvait être composé approximativement avec les caractères suivants (latin de base, diacritiques) :
| formes    | représentations | chaînes de caractères | points de code | descriptions                                       |
| --------- | --------------- | --------------------- | -------------- | -------------------------------------------------- |
| minuscule | s̴               | s◌̴                    | U+0073 U+0334  | lettre minuscule latine s diacritique tilde médian |